# Estación de Waddesdon Road

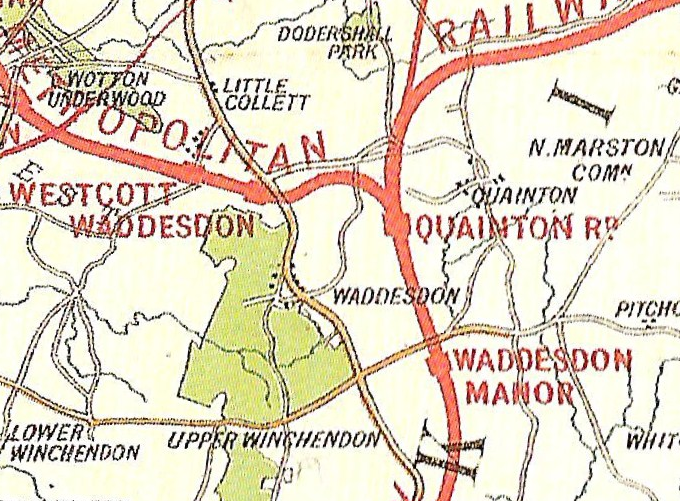
Mapa de estaciones de tren, zonas pobladas y zonas verdes alrededor de Waddesdon Manor, 1903

La estación de Waddesdon Road, llamada estación de Waddesdon hasta el año 1992, fue un pequeño apeadero en campo abierto en Buckinghamshire, Inglaterra. Fue inaugurada en 1871 como parte de una línea operada con tracción animal para ayudar al transporte de mercancías de las extensas pertenencias del duque de Buckingham en la región y también para conectar estas tierras con el Aylesbury y Buckingham Railway en la estación de Quainton Road. En 1872 la línea fue expandida y reconvertida para el servicio de pasajeros, y pasó a ser conocida como Brill Tramway. En 1899 la compañía con sede en Londres Metropolitan Railway obtuvo la gestión de la línea.
En 1933 Metropolitan Railway pasó a ser de titularidad pública y se convirtió en la Metropolitan Line del Metro de Londres y, a pesar de su localización rural, Waddesdon Road era parte del London Passenger Transport Board. Los gerentes de la línea no vieron claro su futuro como una ruta de pasajeros viable económicamente: la estación de Waddesdon Road, junto con el resto de la Brill Tramway, fueron clausuradas a finales del año 1935.
La estación fue muy usada para el transporte de materiales durante la construcción de edificios para el barón Ferdinand de Rothschild en Waddesdon Manor durante las décadas de 1870 y 1880; pero, por lo demás, no fue muy utilizada. La estación estaba mal situada, llegaban pocos trenes de pasajeros y, además, tenía otras estaciones con mejores conexiones a una distancia que incluso se podía hacer a pie. En 1932, el último año completo de operaciones antes de que Metropolitan Railway pasase a ser de propiedad pública, la estación sólo fue utilizada por 281 viajes de pasajeros, los cuales sólo generaron 4 libras de beneficios.